# Ximenia
Ximenia is een geslacht uit de familie Olacaceae. De soorten kennen een pantropisch verspreidingsgebied.

## Soorten
- Ximenia americana L.
- Ximenia caffra Sond.
- Ximenia coriacea Engl.
- Ximenia glauca (DeFilipps) Bentouil
- Ximenia horrida Urb. & Ekman
- Ximenia intermedia (Chodat & Hassl.) DeFilipps
- Ximenia parviflora Benth.
- Ximenia perrieri Cavaco & Keraudren
- Ximenia pubescens Standl.
- Ximenia roigii León